# Little Requin River
Little Requin River är ett vattendrag i Grenada.   Det ligger i parishen Saint David, i den södra delen av landet, 11 km öster om huvudstaden Saint George's. Little Requin River ligger på ön Grenada.